# Короче (телесериал)
«Короче» (фр. Bref.) — французский комедийный телесериал, снятый в формате короткометражных роликов, созданный Кианом  Кожанди и Брюно Мушио. Шоу транслировалось по телеканалу Canal+ в рамках передачи «Великий журнал Канала+» в период с 29 августа 2011 года по 12 июля 2012 года.

## Сюжет
Сериал состоит из трёх частей (фаз). Первая — 40 серий, в ходе которых создатели заложили основы того, что будет в сериале — представили персонажей, их характер и рассказали историю главного героя, который описывается как неудачник и который как и мы делает что-то попросту обычное. Вторая часть, состоящая также из 40 эпизодов, была снята после успеха первой серии. Последняя, состоящая из двух эпизодов, — заканчивает историю.

## Актёры и персонажи

### Основной состав
| Актёр                  | Роль                    | |
| ---------------------- | ----------------------- | --- |
| Киан Кожанди           | «Я» главный герой       | Главный герой сериала анонимный, одинокий, безработный 30-летний парень, который делит свое время между желанием играть на гитаре, регулярным сексом без обязательств и множеством часов, проведённых в интернете (в частности на порносайтах). Ленивый, ипохондрик, не застенчивый, эгоистичный, лицемерный и часто неудачливый. Он влюблён в Сару, которая кажется не чувствительной к его чарам, а его неудачливость мешает им первое время встречаться. Но потом ему все-таки удается соблазнить её, после чего они живут вместе.                      |
| Алис Давид             | Сара «та девушка»       | «Ту девушку» можно назвать фантазией «Я». Они случайно встретились на вечеринке. После некоторого игнорирования «Я», она понемногу интересуется им. Она является поклонницей фильма «Вечное сияние чистого разума» и музыкальной группы «Карбон Кевлар». Работает в секс-шопе. В 6 эпизоде, на странице профиля Facebook, можно увидеть, что ее зовут Дельфина (англ. Delphine), однако в эпизоде «J'ai fait une soirée déguisée (partie 4)» мы узнаем, что на самом деле её имя Сара (англ. Sarah).                                                       |
| Беранжер Криеф         | Марла девушка для секса | Марла «девушка для секса» «Я». Изначально она появляется только как сексуальный партнер, хотя время от времени история фокусируется на ней (например, похороны ее кошки). Она холерик, о чем свидетельствует её многочисленные вспышки гнева. Её любимое выражение, которым она всегда кончает разговор - «ты настоящий кретин». Одно из её развлечений заключается в создании фигурок из солёного теста. В эпизоде «Je suis un plan cul régulier» говорится о том, что она влюблена в «Я», но в прошлом ей разбили сердце, поэтому она решает не спешить. |
| Кейван Кожанди         | Кейван брат Киана       | Брат «Я». Он является полной противоположностью главного героя. Он имеет работу и стабильные отношения. Эти различия не мешают быть им близкими братьями, которые ни когда не откажутся помочь друг другу. Кажется, что между ними сложилось нечто вроде телепатии. В одном из эпизодов Кейван должен был переехать на другую квартиру к своей девушке, но во время переезда выясняется, что она бросает его. Впоследствии выясняется, что он гей. |
| Батист Лекаплен        | Батист сосед            | Сосед главного героя. У него было несколько подруг, которые сбежали от него, потому что, по-мнению «Я», он был слишком навязчивым. для тех, кому не нравилась его эксцентричность. Относительно ленивый и причудливый, хорошо ладит с главным героем. Именно из-за него «Я» оказался в компрометирующей ситуации, когда он послал Марлу к Саре. |
| Эрик Рейно-Фуртон      | Отец «Я»                | Развёлся в начале сериала после приключения со студенткой (эпизод: J'ai fait un repas de famille). У него образ неудачника. Живет некоторое время с главным героем. прежде чем переселиться в соседнюю квартиру. Он пытается стать моложе, используя выражения молодых и одеваясь, как молодёжь, но безуспешно. У него нет друзей и обычно он сидит у сына. |
| Микаэль Альхави        | Бен друг «Я»            | |
| Себастьян Де Доминичис | Жюльен                  | |

### Второстепенный состав
| Актёр                       | Роль                                            |
| --------------------------- | ----------------------------------------------- |
| Франсуаз Бертен             | миссис Дюбре старушка                           |
| Мод Беттина-Мари            | Мод девушка Кейвана                             |
| Бланш Гарден                | Кэти                                            |
| Марина Пастор               | Мать «Я»                                        |
| Люсьен Сума & Сидони Бьемон | девушки из рекламы «Energy 3000» & «Brico 3000» |
| Жонатан Коэн                | Шарль                                           |
| Waly Dia                    |                                                 |
| Ромен Флёри                 | Марк друг Кейвана                               |

### Мнимые образы
| Актёр        | Роль                    |
| ------------ | ----------------------- |
| Ясин Бельюсс | «Завтра», «Одиночество» |
| Керон        | Керон                   |

## Командный состав
| Род деятельности          | Оригинал имени                   | Имя                          |
| ------------------------- | -------------------------------- | ---------------------------- |
| Режиссёр                  | Брюно Мусшио & Кин Хожанди       | Киан Кожанди и Брюно Мушио   |
| Сценарист                 | Бруно Мусшио & Кин Хожанди       | Киан Хожанди и Брюно Мушио   |
| Оператор                  | Josselin Billot                  | Жослен Било                  |
| Монтаж                    | Valentin Féron                   | Валентен Ферон               |
| Художник-постановщик      | Жереми Душье & Jérôme Canaple    | Жереми Душье и Жером Канапль |
| Звукорежиссёр             | Henri D’Armancourt               | Анри Д’Арманкур              |
| 1-й помощник режиссёра    | Fabrice Barnier                  | Фабрис Барнье                |
| 2-й помощник режиссёра    | Anne Fromm                       | Анн Фромм                    |
| Первый помощник оператора | Stéphanie Varéla                 | Стефани Варела               |
| Генеральный директор      | Fabrice Triquenot                | Фабрис Трикено               |
| Гаффер                    | Jean François Reverdy            | Жан-Франсуа Реверди          |
| Костюмер                  | Marion Moulès & Matthieu Camblor | Марион Муле и Матьё Камбло   |
| Визажист                  | Amélie Langlet                   | Амели́ Лангле                 |
| Спецэффекты               | (фр. Damien Maric)               | Дамьен Марич                 |
| Калибровщик               | Fred Fleureau                    | Фред Флеро                   |
| Продюсер                  | Harry Tordjman                   | Арри Торджман                |
| Генеральный продюсер      | Oriana Gay                       | Ориана Ге                    |
| Исполнительный продюсер   | Anna Tordjman                    | Анна Торджман                |

## Награды
В 2013 году во Франции сериал был номинирован на премию «Хрустальный глобус» (фр. Globe de cristal) в категории «Лучший телефильм или сериал».